# Volutella lini
Volutella lini är en svampart som beskrevs av Mukerji, J.P. Tewari & J.N. Rai 1968. Volutella lini ingår i släktet Volutella och familjen Nectriaceae.   Inga underarter finns listade i Catalogue of Life.